# Carum lacuum
Carum lacuum là một loài thực vật có hoa trong họ Hoa tán. Loài này được Emb. mô tả khoa học đầu tiên năm 1935.